# Defter
A defter szó a görög nyelvben eredetileg kikészített és írásra alkalmassá tett bőrt, nyers pergament jelentett, a perzsa és török nyelvekben lajstromot, összeírási könyvet, bevétel és kiadásról szóló számadásokat jelent. E szóból származik defter emini (irattár-őrző), defterdár szó szerint szám (könyv)-tartó, régen az állami számvitelt és háztartást ellenőrző legfőbb tisztviselő neve. Újabban már ezen hivatalok elnevezésére más szavakat használnak.
A defter szó a török uralom alatt a magyar nyelvben is megjelent. Erdélyben kisebb kereskedők üzleti könyveit is defternek nevezték. Nyomban a török hódítás után a török adminisztráció az ország ingatlanairól, lélekszámáról, az államháztartás különféle jövedelmeiről és kiadásairól, a várőrségek létszámáról és zsoldszükségleteiről részletes jegyzékeket készített, amelyeket deftereknek szoktak nevezni és amelyeknek egy része a könyvtárakban fennmaradt. Ezek az okiratok, melyek a török hódoltság idejéről az ország viszonyaira nézve igen fontos adatokkal szolgálnak, az úgynevezett szijákat (hivatalos iratokban használt, nehezen olvasható) írással vannak vezetve.
A defterekről Magyarországon legelőször Szilády Áron írt A defterekről című akadémiai értekezésében (Pest, 1872). Később ezeket az okmányokat bővebb terjedelemben hozzáférhetővé tette Velics Antal munkája a Magyarországi török kincstári defterek címmel. A defter szót tefternek is szokták ejteni.